# Camera dei Magnati
La Camera dei magnati d'Ungheria (in ungherese: Főrendiház) fu un'assemblea parlamentare ungherese, parte della Dieta d'Ungheria, insieme alla Camera dei rappresentanti.

## Storia

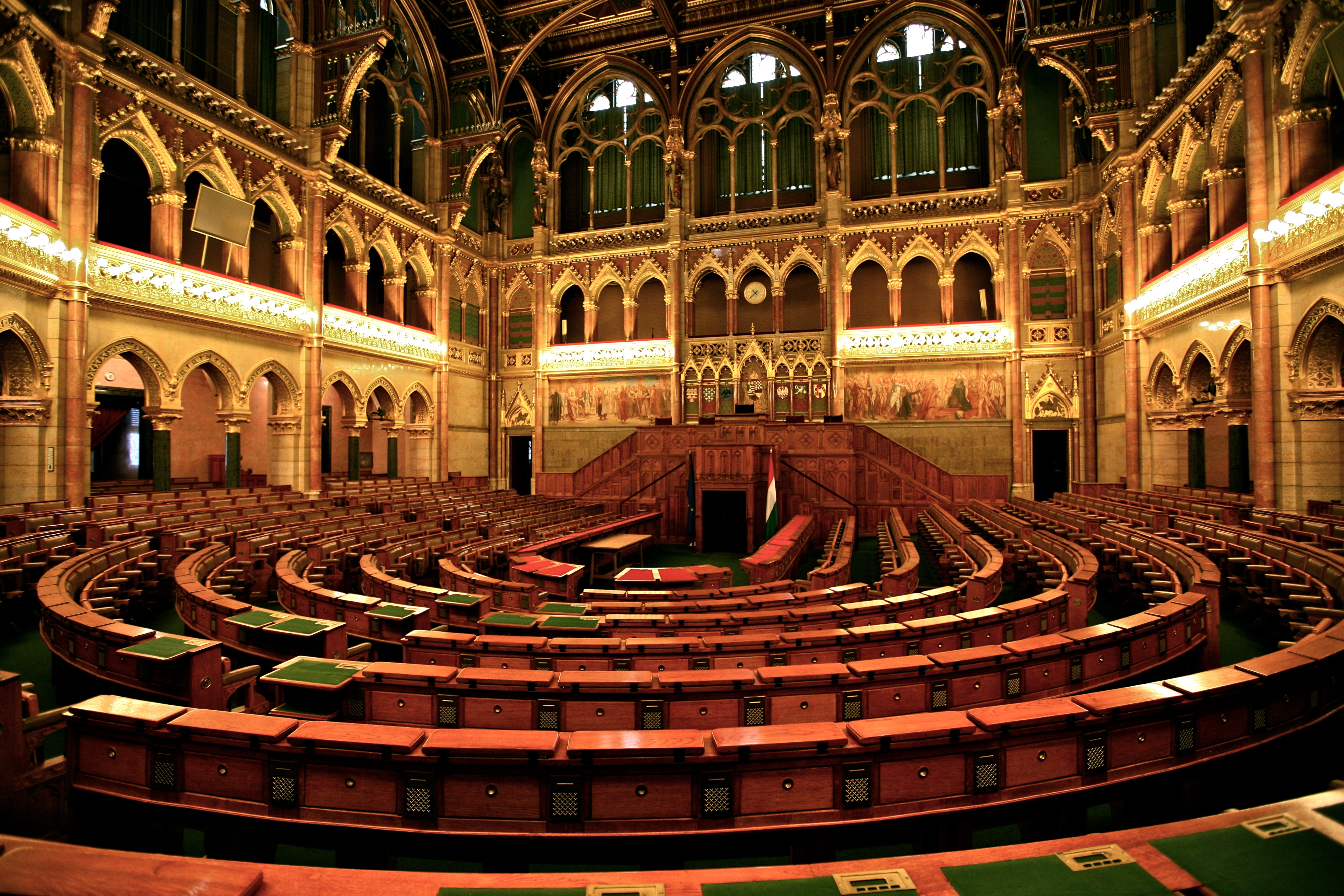
La sala della Camera dei Magnati nel 2012

La camera fu operativa dal 1867 al 1918, per quanto già dalla rivoluzione del 1848 esistesse una camera corrispondente ma che doveva sottoporre le proprie decisioni al governo imperiale di Vienna. Il moderno parlamento ungherese è unicamerale e si riunisce nella camera bassa, mentre la sala della Camera Alta viene utilizzata come sede di conferenze e di incontri oltre che come meta turistica a Budapest.
Istituita all'indomani del compromesso del 1867 con l'Austria per l'ottenimento di un'autonomia amministrativa da parte delle Terre della Corona di Santo Stefano, la Camera dei Magnati venne costruita a ridosso del Danubio nell'imponente edificio del parlamento che doveva rappresentare con forza l'identità nazionale ungherese. Sebbene la Camera dei Magnati ospitasse per l'appunto i magnati, ovvero gli esponenti al parlamento dell'aristocrazia ungherese, essa aveva la medesima forma e le medesime dimensioni della camera bassa a simboleggiare che di fronte allo stato ogni ungherese era uguale ed in maniera eguale vi prestava servizio.
Alla fine del 1890, i membri della casa principale erano:
- Per eredità: gli arciduchi della monarchia asburgica e tutti i nobili dell'impero maschi (adulti) le cui famiglie avevano titoli di conte o barone in Ungheria o che erano legati all'ex famiglia regale ungherese o al principato di Transilvania prima della sua unificazione con l'Ungheria.
- Per dignità o ufficio: il conte di Bratislava, i due tutori della corona, il governatore di Rijeka, il presidente e il vicepresidente del palazzo reale ungherese, il presidente del collegio del giudice reale a Budapest, il primate d'Ungheria e gli altri arcivescovi e vescovi del regno di religione cattolica, il metropolita rumeno, il patriarca seerbo e i tre vescovi più anziani della chiesa luterana ungherese
- Membri a vita nominati dal sovrano tra i cittadini delle terre della corona di Santo Stefano. Il numero di questi incaricati non poteva essere più di trenta totali ed essi non potevano superare il numero di cinque all'anno. Il numero venne esteso successivamente a cinquanta totali.
- Sulla base di elezioni. Questi ultimi erano in numero di cinquanta totali.

Alla fine del 1890, la Camera dei Magnati comprendeva 362 membri totali.
Nell'ottobre 1918, la nuova leadership democratica che prese il controllo del paese, chiese l'abolizione della Camera dei Magnati perché vista come l'espressione dell'aristocrazia feudale dell'ex regno. Il presidente Gyula Wlassics, ad ogni modo, non sciolse mai la camera, ma semplicemente tenne l'ultima sessione il 16 novembre di quello stesso anno e non ne riconvocò più una nuova, quindi tecnicamente la Camera dei Magnati si era solo "fermata temporaneamente". La camera venne ricostituita come Grande Consiglio Nazionale. Venne ripristinata dal 1927 al 1945 per poi venire nuovamente chiusa dal governo comunista ungherese.

## Presidenti della Camera dei Magnati d'Ungheria
Partito di opposizione
     Partito Deák/Partito Liberale/Partito Nazionale del Lavoro
     Partito della Costituzione Nazionale
| #    | Nome                   | Inizio incarico   | Fine incarico     | Partito politico                     |
| ---- | ---------------------- | ----------------- | ----------------- | ------------------------------------ |
| 1    | György Majláth senior  | 25 giugno 1848    | 31 dicembre 1848  | Partito conservatore                 |
| 2    | Zsigmond Perényi       | 1 gennaio 1849    | 11 agosto 1849    | Partito di opposizione               |
| 3    | György Apponyi         | 6 aprile 1861     | 22 agosto 1861    | Partito conservatore                 |
| 4    | Pál Sennyey            | 9 dicembre 1865   | 22 marzo 1867     | Partito Deák                         |
| 4    | György Majláth junior  | 22 marzo 1867     | 29 marzo 1883     | Partito conservatore                 |
| 5    | László Szőgyény-Marich | 25 maggio 1883    | 7 dicembre 1884   | Partito Liberale                     |
| 6    | Pál Sennyey            | 16 dicembre 1884  | 3 gennaio 1888    |                                      |
| 7    | Miklós Vay             | 17 gennaio 1888   | 13 maggio 1894    |                                      |
| 8    | József Szlávy          | 16 settembre 1894 | 3 ottobre 1896    | Partito Liberale                     |
| 9    | Vilmos Tóth            | 22 novembre 1896  | 14 giugno 1898    | Partito Liberale                     |
| 10   | Tibor Károlyi          | 17 giugno 1898    | 2 ottobre 1900    | Partito Liberale                     |
| 11   | Albin Csáky            | 2 ottobre 1900    | 19 febbraio 1906  | Partito Liberale                     |
| 12   | Aurél Dessewffy        | 17 maggio 1906    | 10 febbraio 1910  |                                      |
| (13) | Albin Csáky            | 18 giugno 1910    | 21 settembre 1912 | Partito Nazionale del Lavoro         |
| 13   | Samu Jósika            | 21 settembre 1912 | 19 giugno 1917    | Partito Nazionale del Lavoro         |
| 14   | Endre Hadik-Barkóczy   | 19 giugno 1917    | 22 giugno 1918    | Partito della Costituzione Nazionale |
| 15   | Gyula Wlassics         | 22 giugno 1918    | 16 novembre 1918  | Partito della Costituzione Nazionale |

Dal 1927 al 1945 la camera venne ristabilita.
| Nome               | Inizio incarico | Fine incarico   |
| ------------------ | --------------- | --------------- |
| Gyula Wlassics     | 31 gennaio 1927 | 8 marzo 1935    |
| Bertalan Széchényi | 1 maggio 1935   | 3 giugno 1943   |
| Zsigmond Perényi   | 23 ottobre 1943 | 3 novembre 1944 |
| Jenő Rátz          | 8 novembre 1944 | 28 marzo 1945   |